# Tokyo Skytree
Tokyo Skytree (東京 スカイ ツリー, Tōkyō Sukai Tsurī) és una torre de radiodifusió, restaurant i mirador construïda a Sumida, Tòquio (Japó). Amb una altura de 634 m., és l'estructura artificial més alta del Japó i la segona més alta del món, després del Burj Khalifa. Va ser completada el 29 de febrer de 2012  i inaugurada el 22 de maig de 2012.
El projecte va ser liderat per Tobu Railway i un grup de sis emissores terrestres (encapçalada per la cadena pública NHK). L'estructura completa és el punt culminant d'un desenvolupament comercial massiu, ja que es troba equidistant entre les estacions de Narihirabashi i Oshiage.
Un dels propòsits principals de la Tokyo Skytree és ser una torre de televisió i radiodifusió. La torre de radiodifusió actual de Tòquio, la Torre de Tòquio, tenia una altura original de 333 m, encara que va perdre la seva antena analògica el 14 de juliol de 2012, quedant-se en 315 m d'altura, i ja no és prou alta com per donar cobertura digital completa, ja que està envoltada de molts edificis de gran altura.
La Tokyo Skytree és la torre més alta del món, per davant de la Torre de televisió de Canton (600 m), l'estructura més alta en una illa, per davant del Taipei 101 (588 m), i la segona estructura més alta del món després del Burj Khalifa (829,8 m).

## Disseny

La secció transversal de la torre forma un triangle equilàter al terra, a poc a poc s'arrodoneix per convertir-se en cercle a 320 m d'altitud.

La base de la torre té una estructura similar a un trípode, però des d'una altura d'uns 350 m, l'estructura de la torre és cilíndrica per suportar vents molt forts.
La torre també té elements d'última generació per protegir-se dels terratrèmols, com un eix central de formigó armat.

## Nom
Des del 26 d'octubre al 25 de novembre de 2007, es van recollir els suggeriments del públic en general per triar el nom que es donaria a la nova torre. El 19 de març de 2008, un comitè va triar com a candidats finals sis noms: Tokyo Edo Tower, Tokyo Skytree, Mirai Tree, Yumemi Yagura, Rising East Tower i Rising Tower. El nom oficial es va decidir en una votació que es va realitzar a nivell nacional. El 10 de juny de 2008 es va donar a conèixer el nom oficial guanyador de la votació que va ser "Tokyo Skytree". El nom va rebre al voltant de 33.000 vots (30%) d'un total de 110.000 emesos, el segon nom més votat va ser "Tokyo Edo Tower".

## Cronologia
- 14 de juliol de 2008:. Es va celebrar una cerimònia d'inici de les obres.
- 6 d'abril de 2009: Les fundacions dels tres pilars principals es van completar.
- 7 d'agost de 2009: La construcció de la torre aconsegueix una altura de 100 m.
- 16 d'octubre de 2009: L'altura projectada es va incrementar de 610 m a 634 m perquè sigui la torre més alta d'acer.
- 10 de novembre de 2009: La construcció de la torre aconsegueix una altura de 200 m.
- 16 de febrer de 2010: La construcció de la torre aconsegueix una altura de 300 m.
- 29 de març de 2010: La torre es va convertir en l'estructura més alta al Japó, aconseguint els 338 m.
- 24 d'abril de 2010: Un model a escala 1:25 de la Tokyo Skytree es va presentar al parc temàtic Tobu World Square, en Nikko, Tochigi.
- 30 de juliol de 2010: La construcció de la torre supera la marca de 400 m, aconseguint una altura de 408 m.
- 11 de setembre de 2010: La torre aconsegueix 461 m i aconsegueix ser l'estructura més alta construïda mai al Japó, superant la desmantellada Tsushima torre Omega de 455 m.
- 23 d'octubre de 2010: La torre aconsegueix una altura de 497 m, i el muntatge de la secció de la torre principal es va completar, a l'espera de l'elevació de l'antena.
- 20 de novembre de 2010: Són col·locats dos amortidors temporals de massa sintonitzats de 100 tones en la punta de la torre de 497 m.
- 1 de desembre de 2010: La torre va superar la marca de 500 metres i va aconseguir una altura de 511 m, superant el Taipei 101, de 509 m. Un parallamps i dos amortidors de massa sintonitzats es van acoblar a la torre, en la qual a poc a poc està aixecant en l'eix central.
- 16 de desembre de 2010: El Ministeri d'Afers Interns i Comunicacions va aprovar que la NHK i els cinc canals de televisió principals a Tòquio instal·lessin els serveis de radiodifusió.
- 18 de desembre de 2010: Instal·lació de l'antena del transmissor per a la televisió digital terrestre.
- 29 de febrer de 2012: Fi de la construcció.
- 22 de maig de 2012: Inauguració de la torre.

## Progrés de la construcció

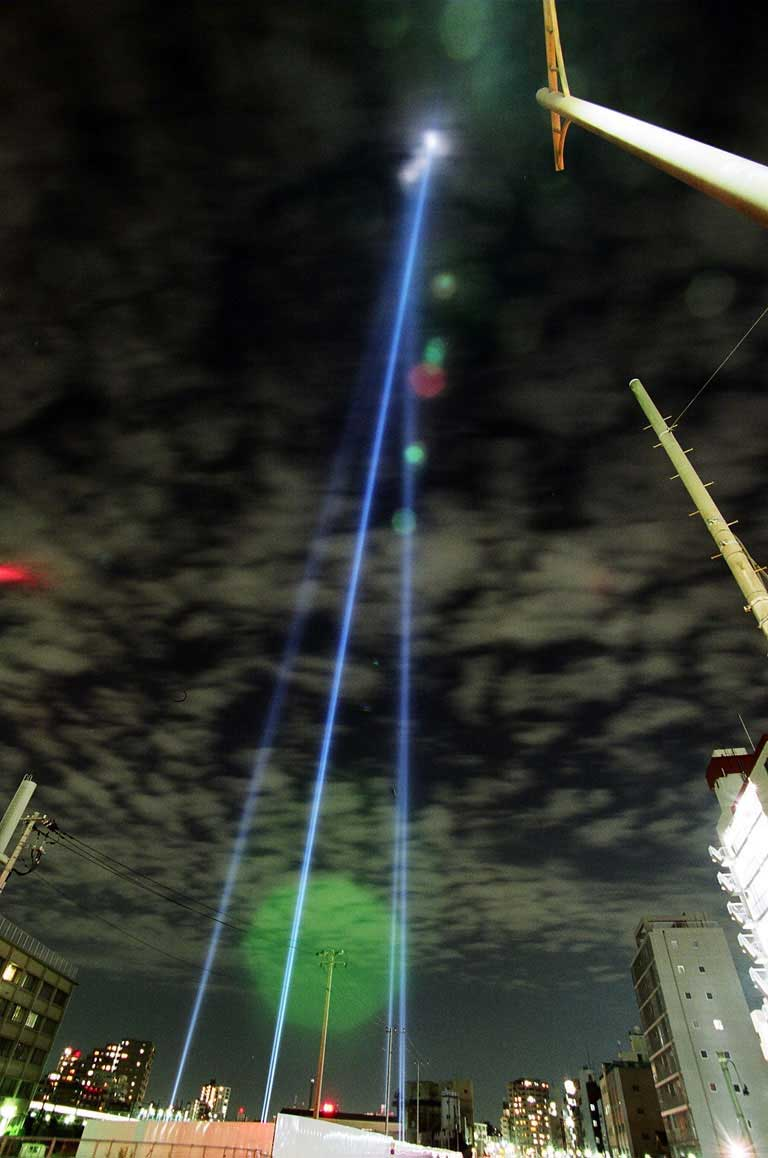
Reflectores que mostra l'altura planejada de 610 m, 6 d'octubre de 2007
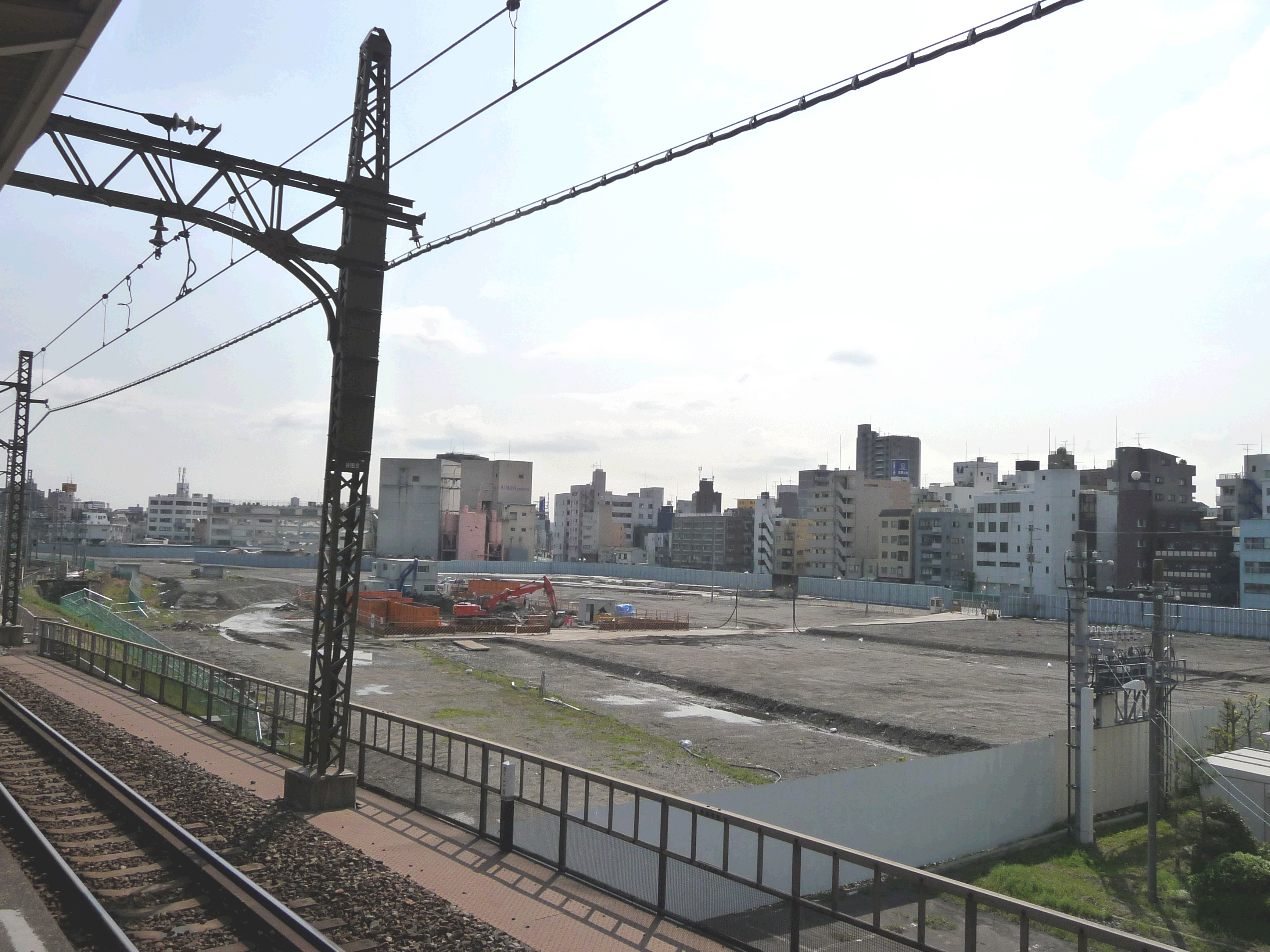
El terreny abans d'iniciar-se la construcció, 12 d'abril de 2008
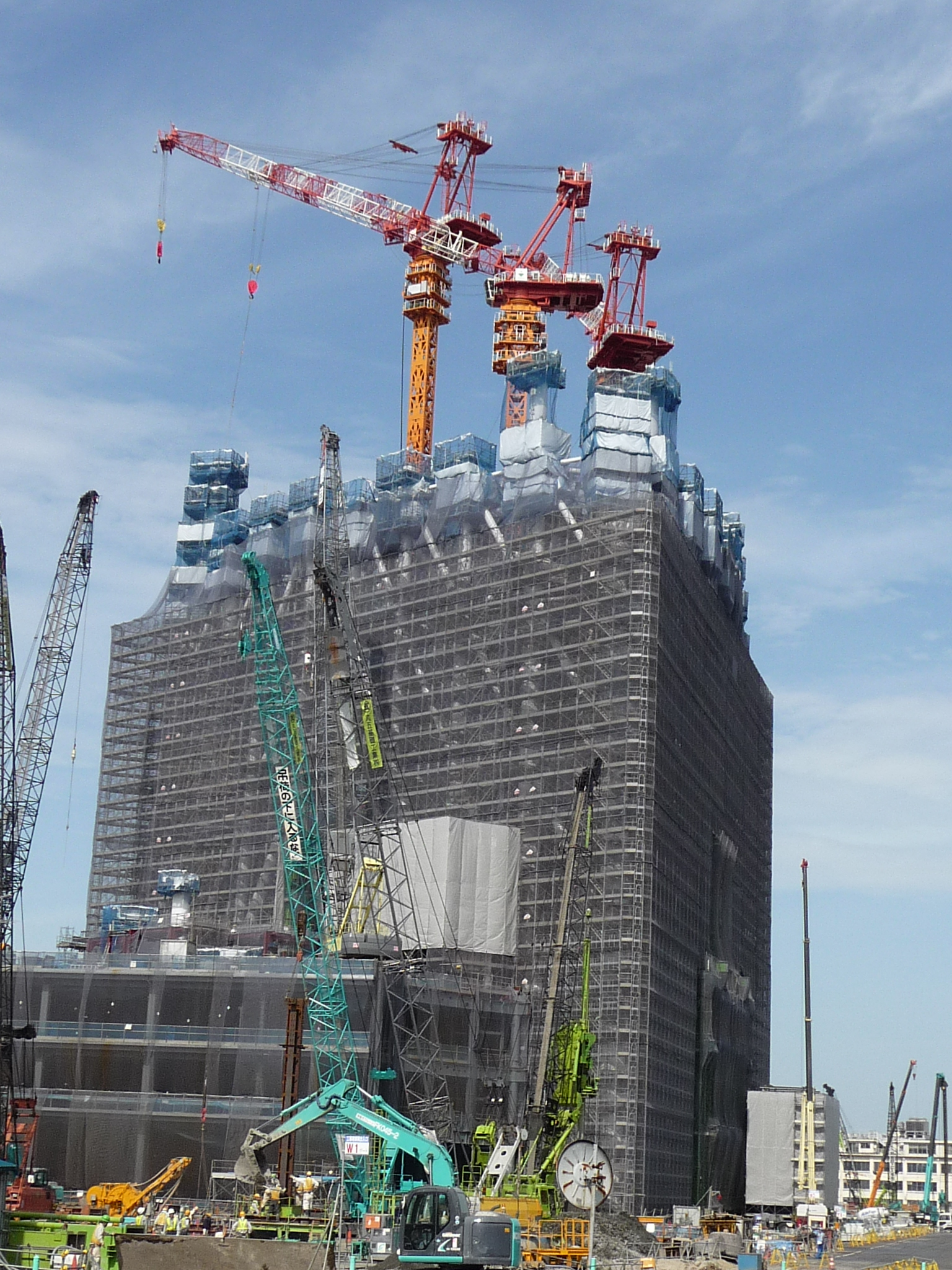
14 de juliol de 2009 (76 m)
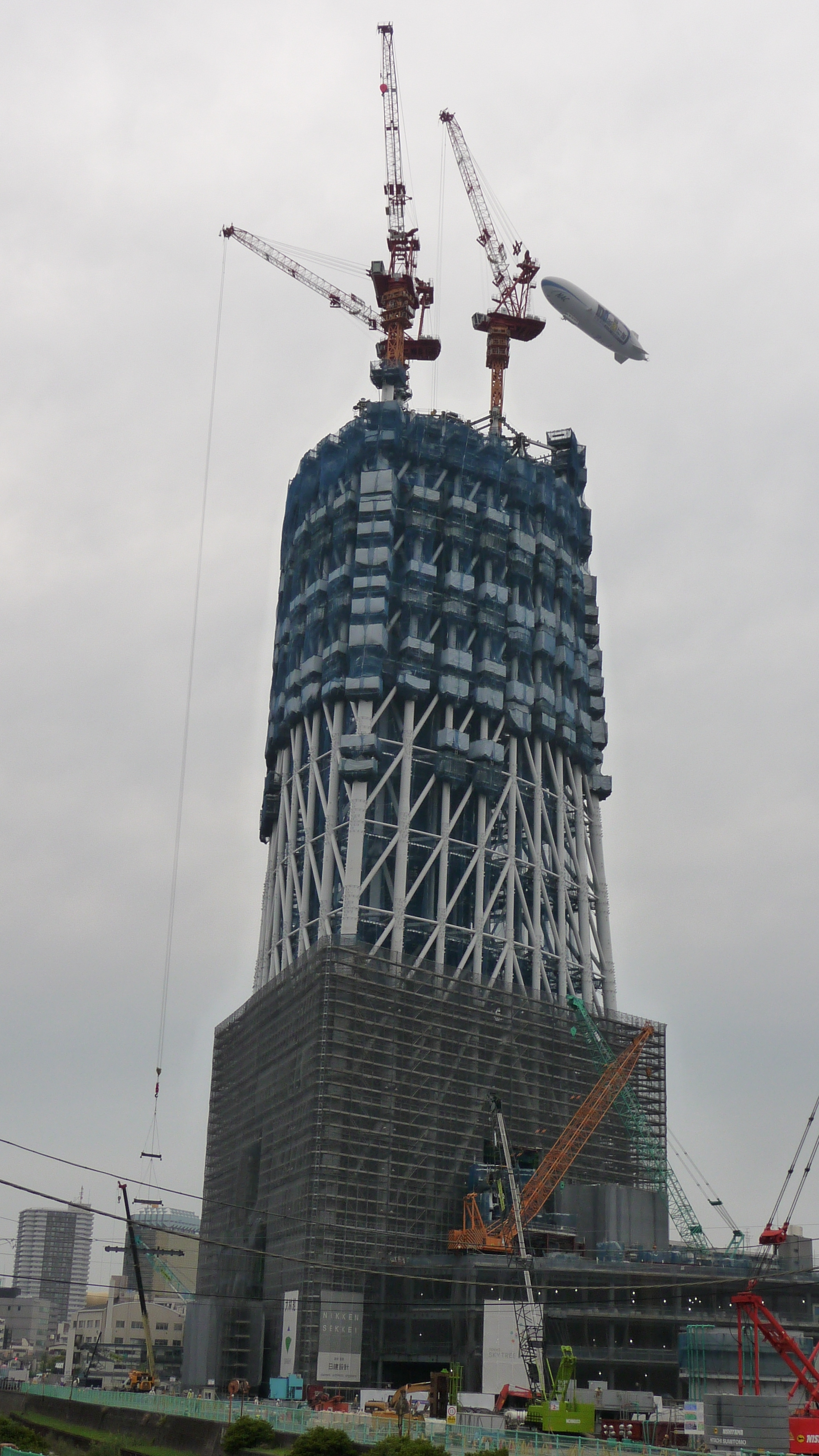
19 de setembre de 2009 (153 m)
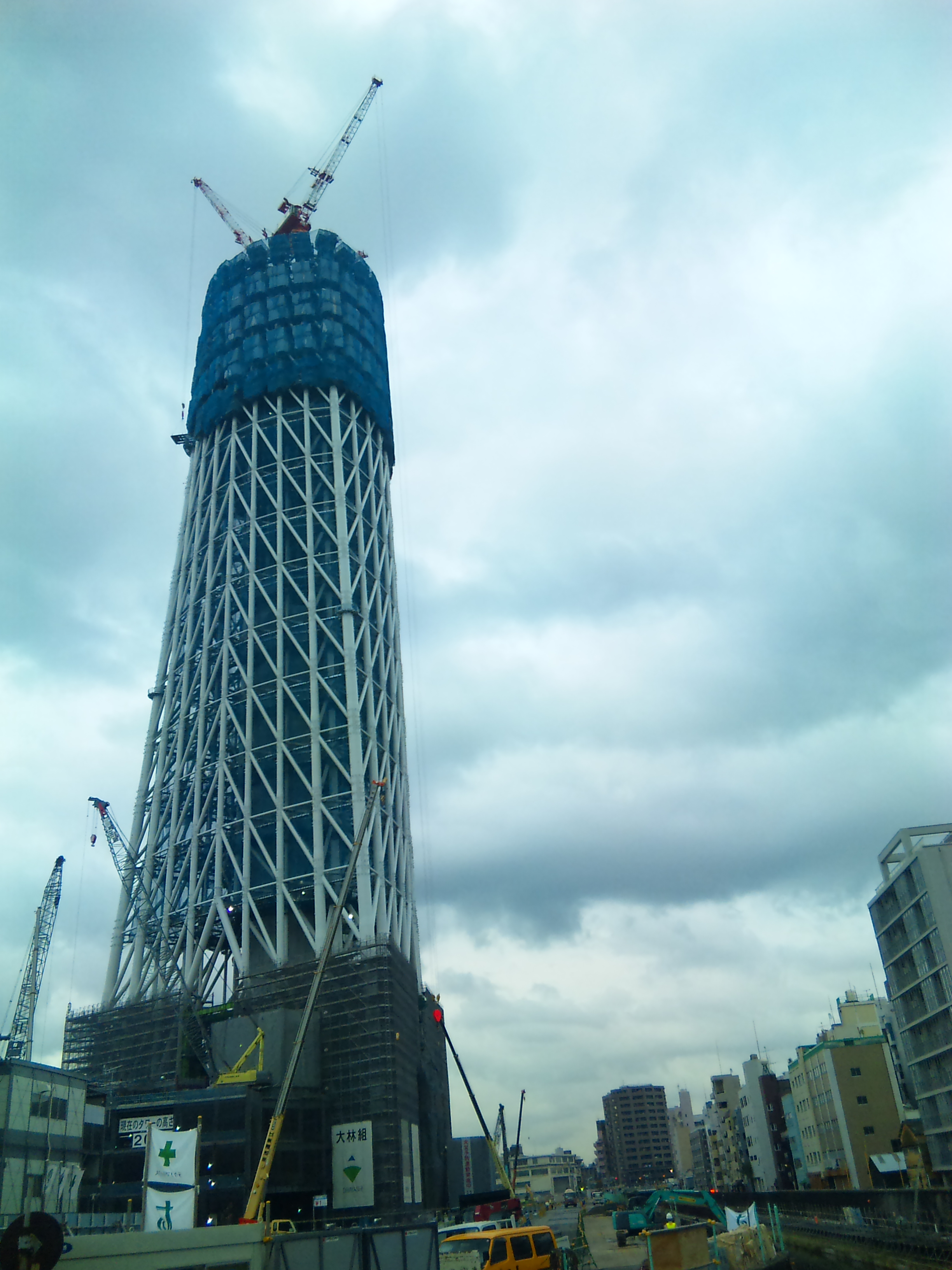
14 de novembre de 2009 (205 m)
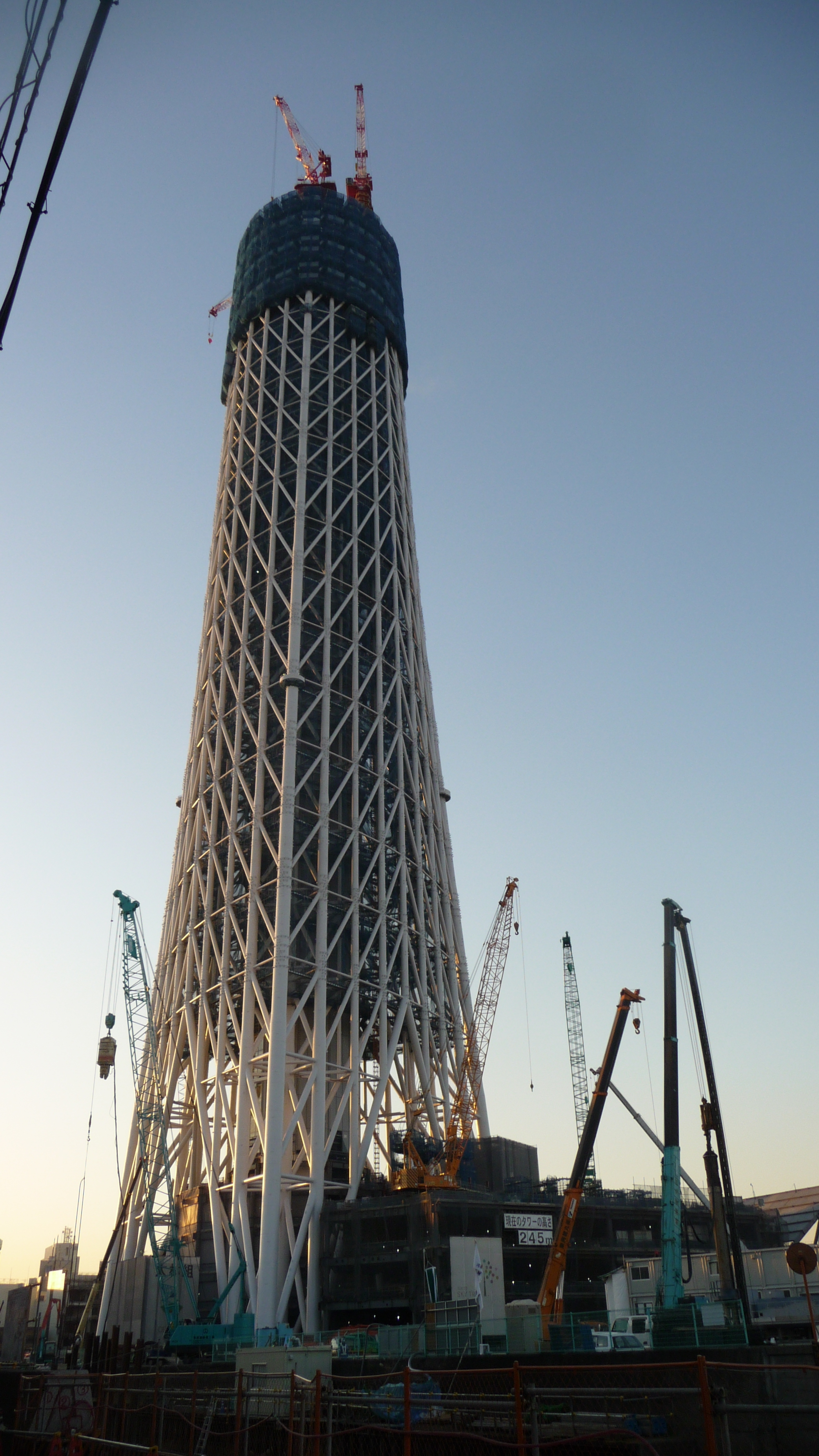
22 desembre de 2009 (245 m)
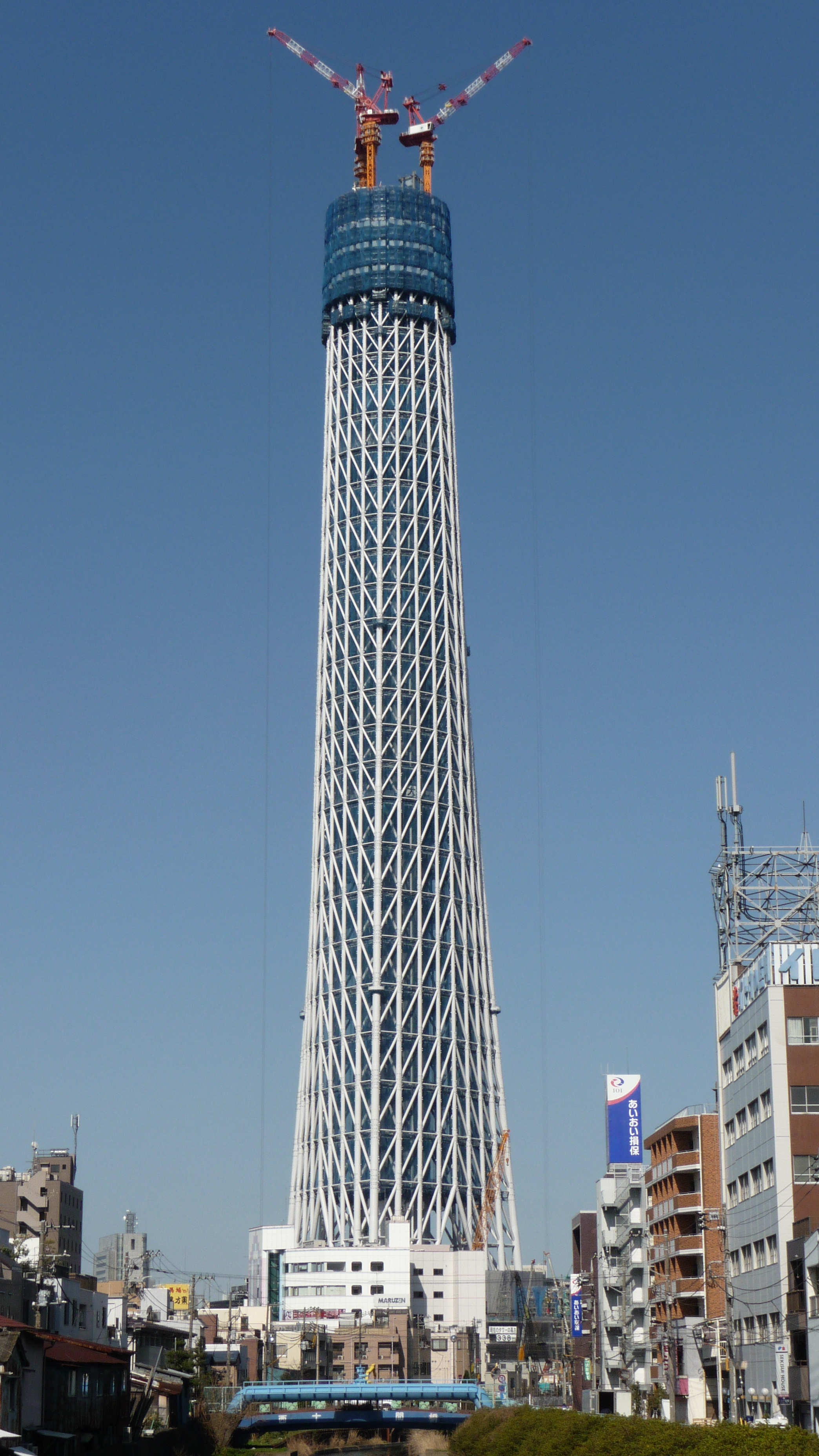
30 de març de 2010 (338 m)

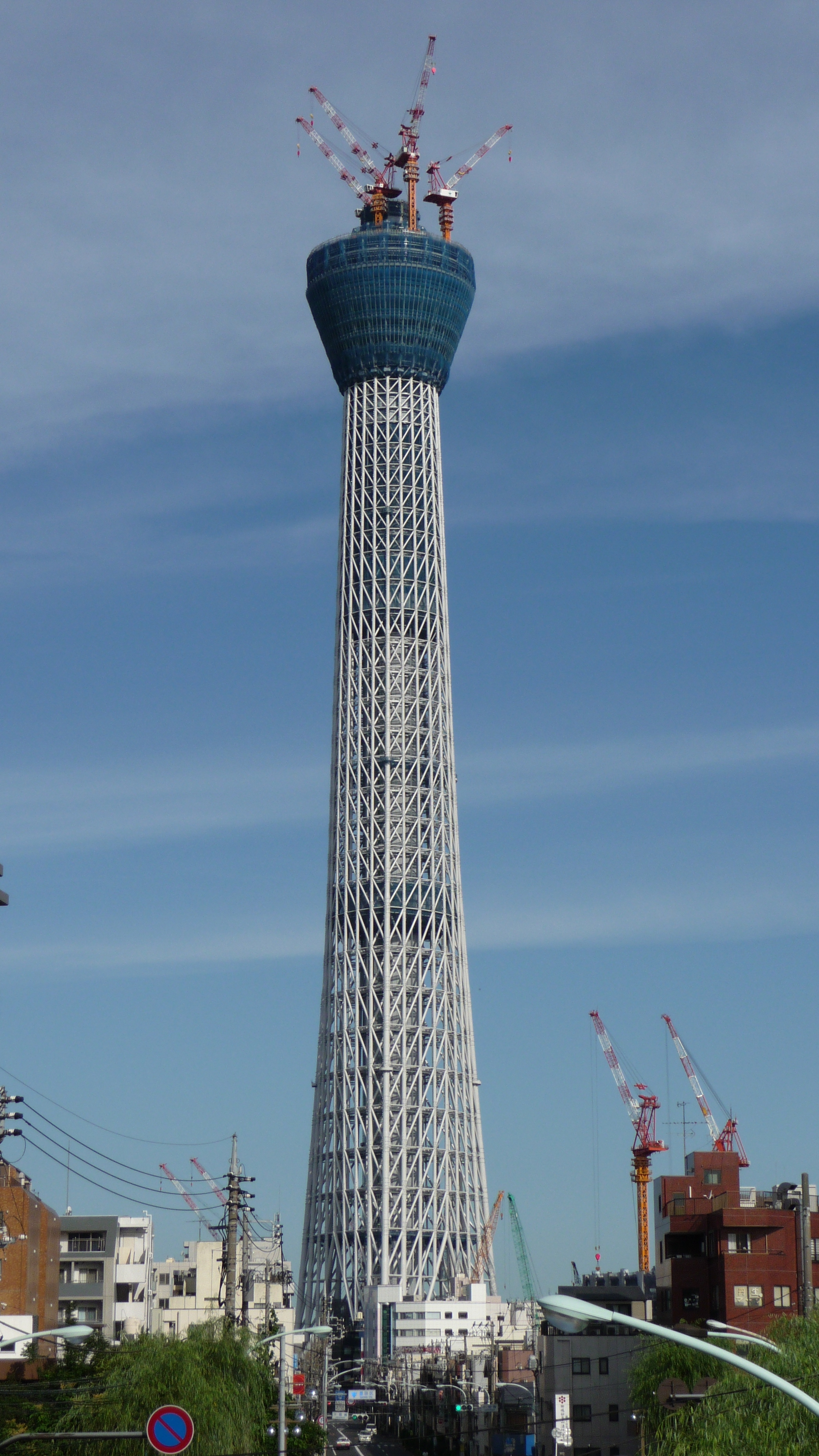
10 de juliol de 2010 (398 m)
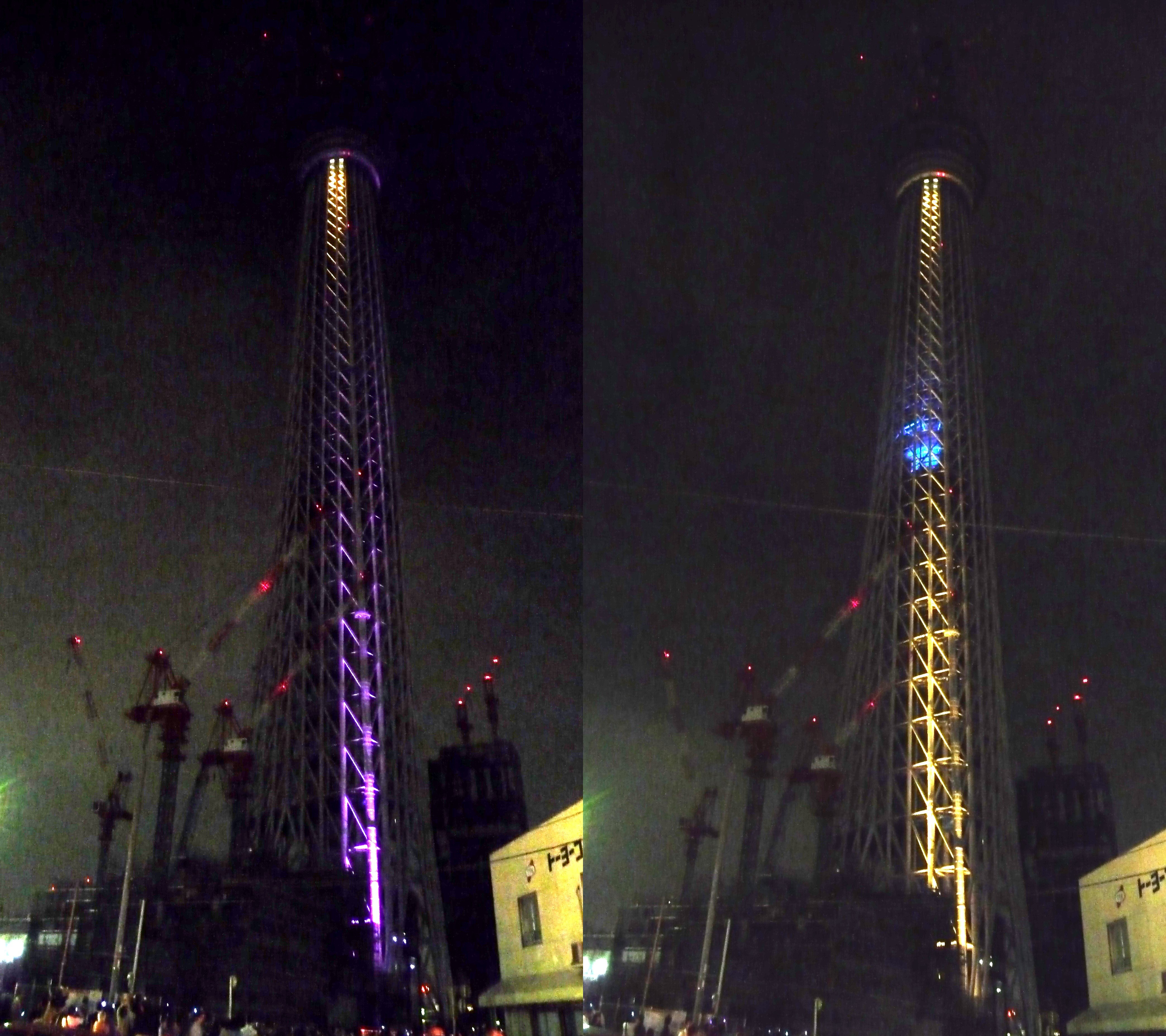
Proves d'il·luminació, de 18:30 a 21:10, 13 d'octubre de 2010 (488 m)
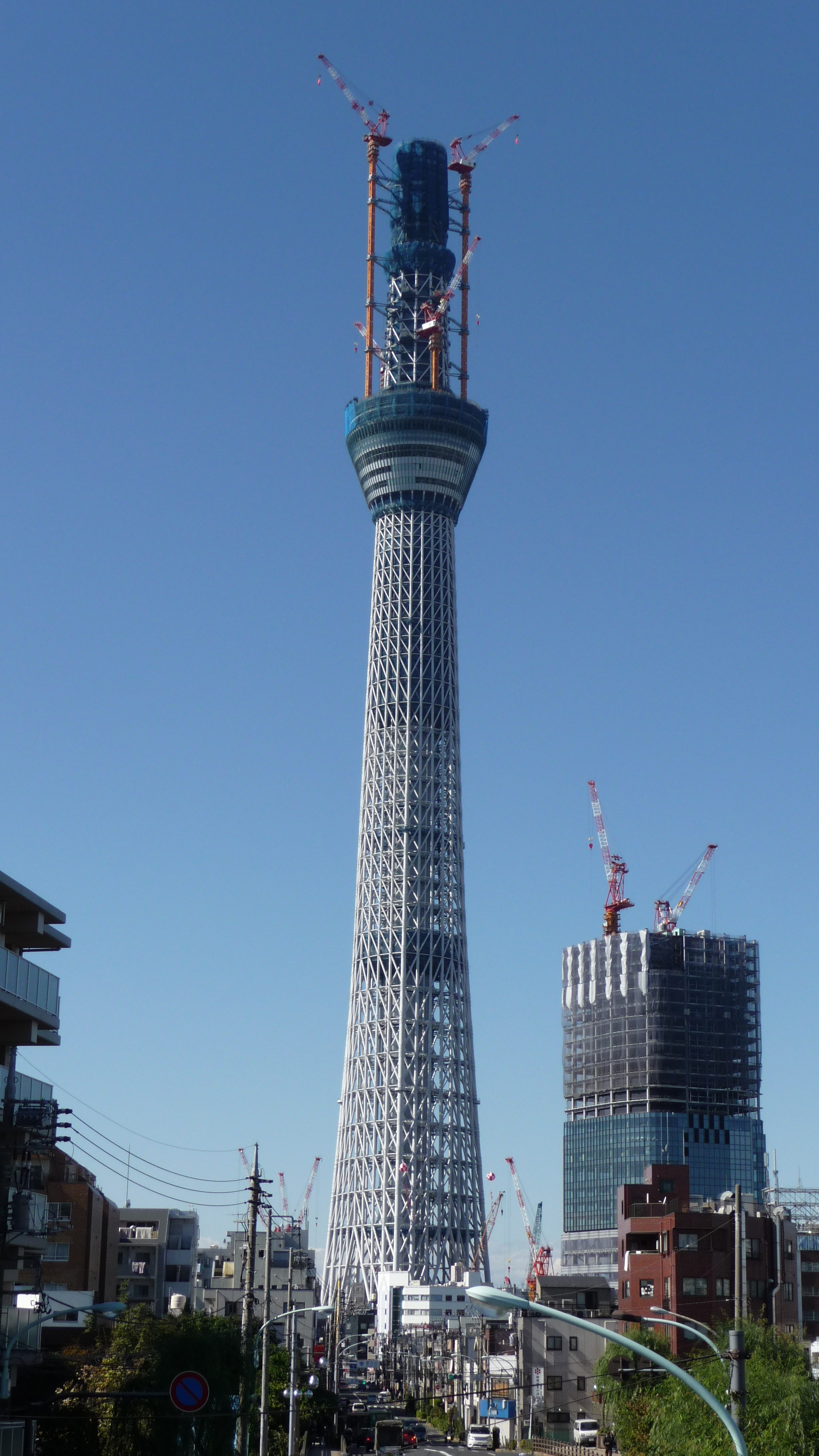
3 de novembre 2010 (497 m)
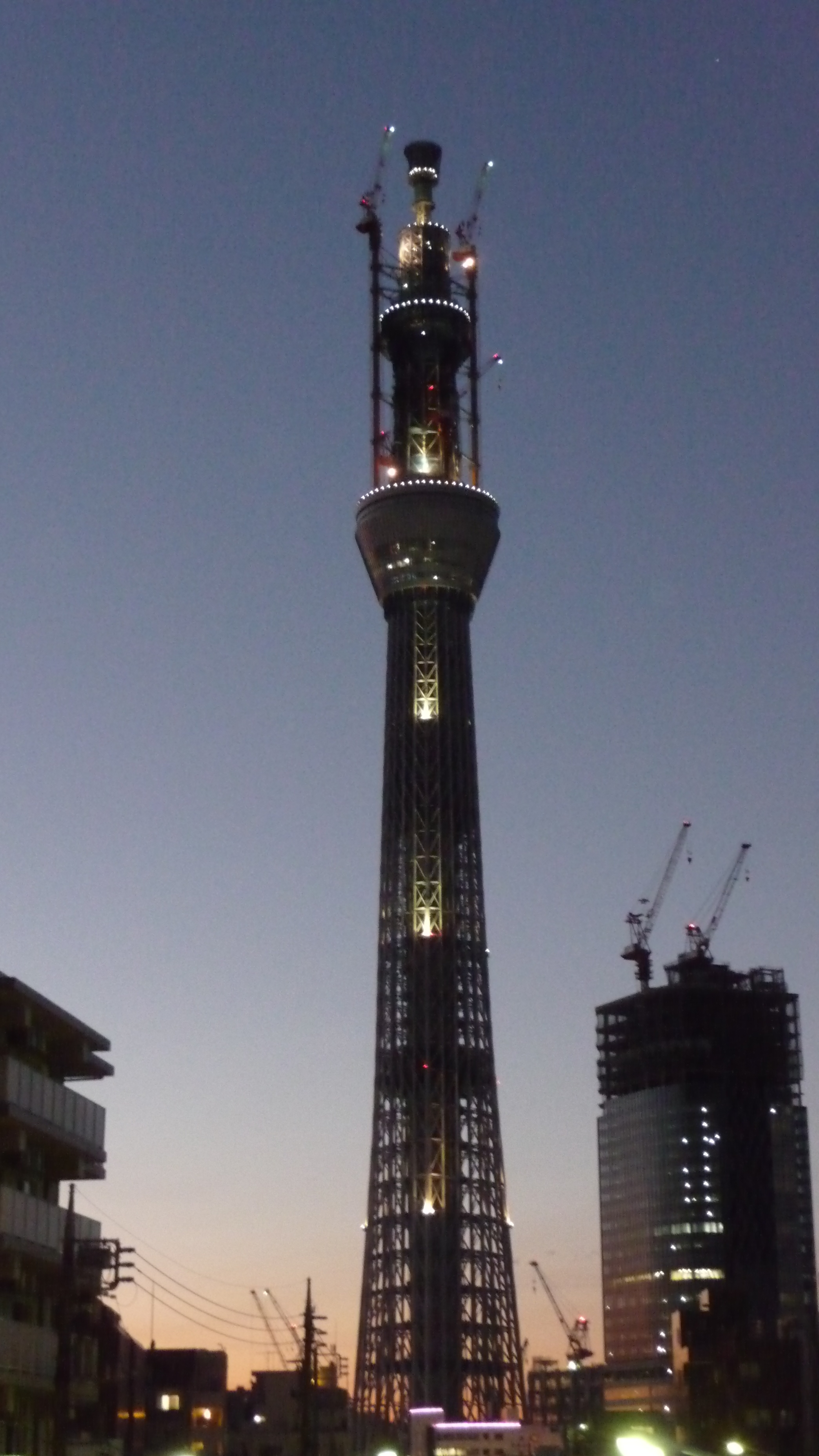
Il·luminació nadalenca al capvespre, 25 de desembre de 2010 (539 m)
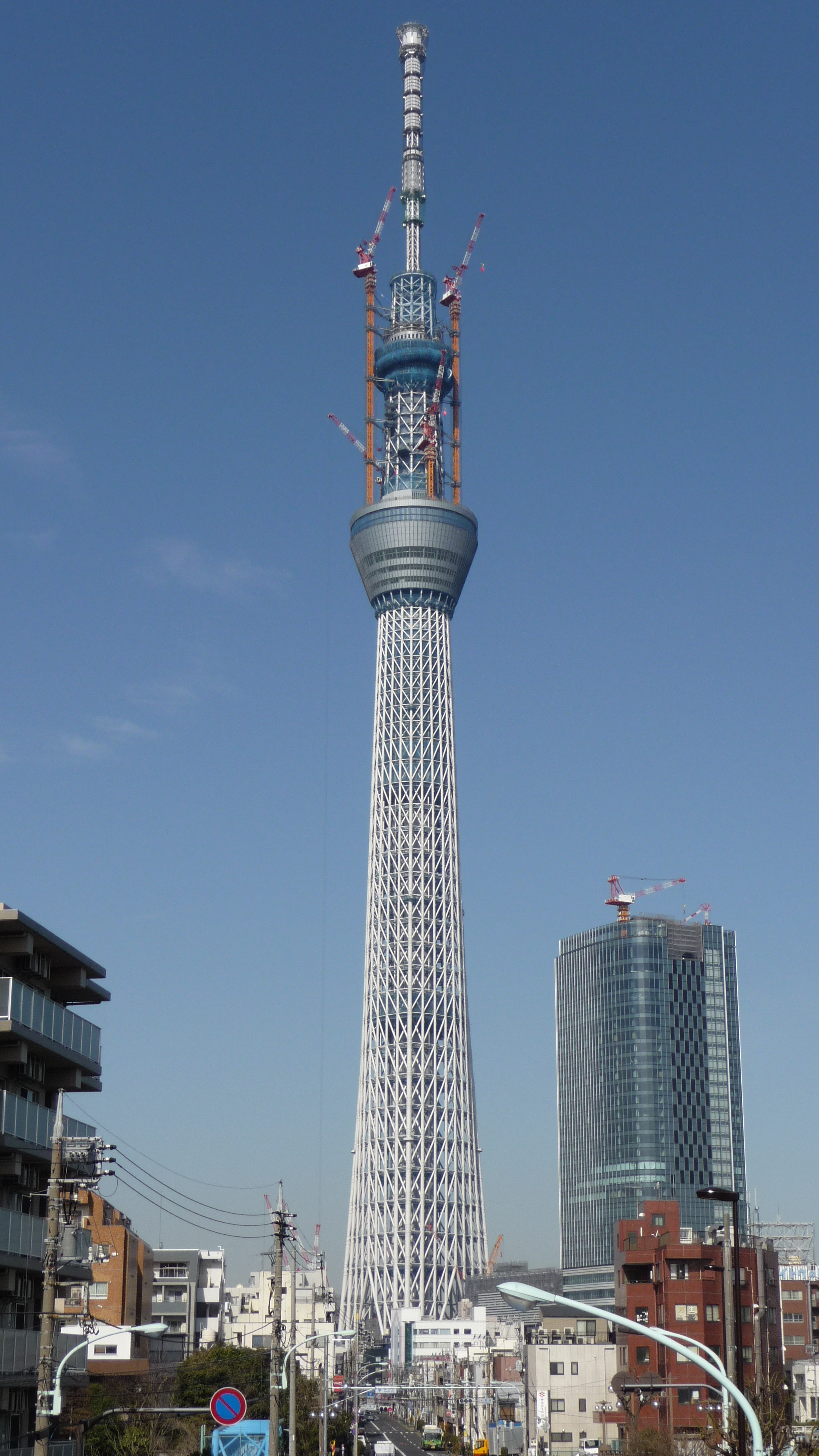
19 de març de 2011 (634 m)
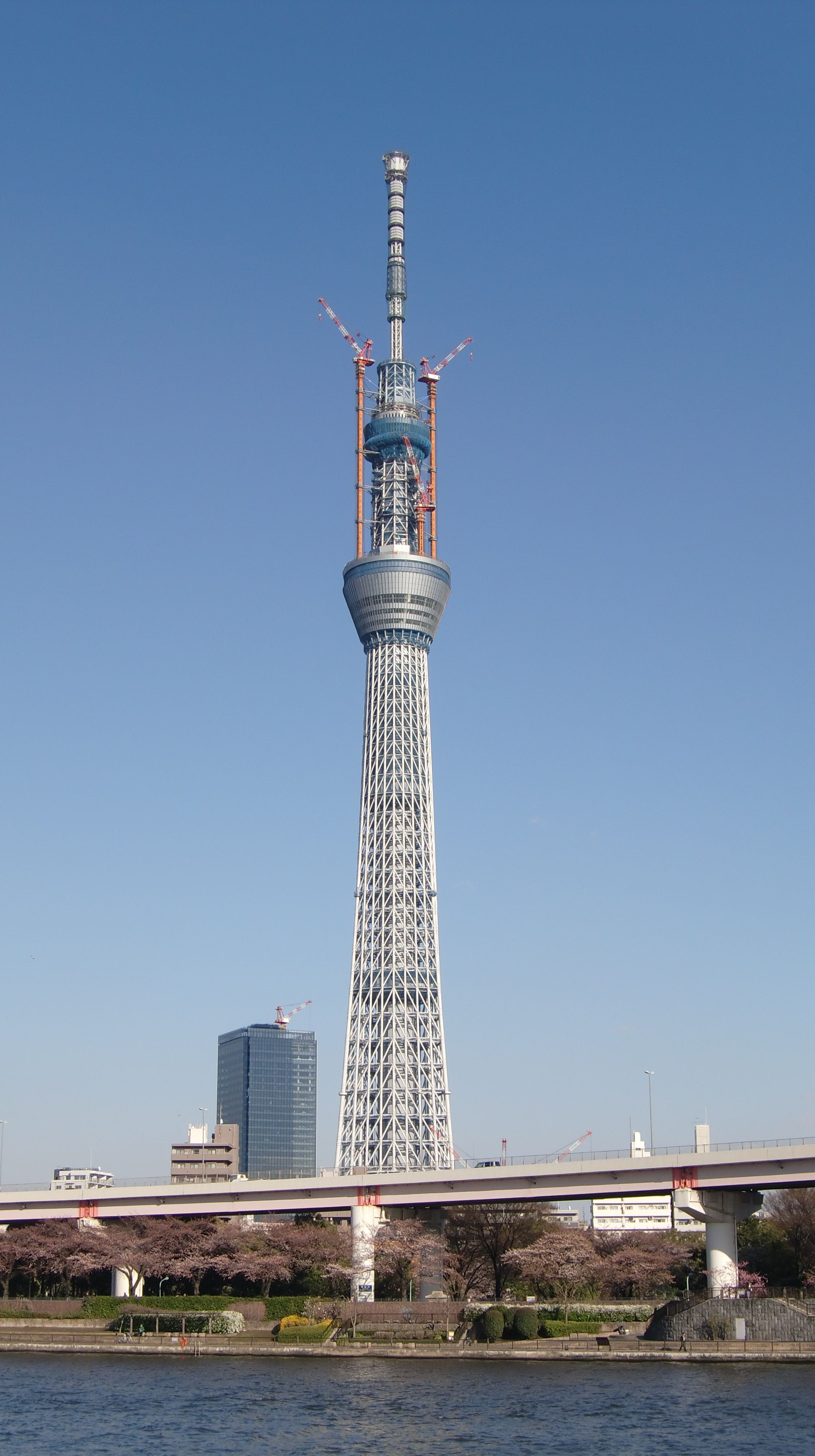
4 d'abril de 2011 (634 m)